# 磷化镧
磷化镧是镧的磷化物，化学式为LaP。它在高压下为BCT结构。

## 制备
磷化镧可由金属镧和红磷高温反应得到：
La + P → LaP

## 化学性质
磷化镧可以水解，施放出剧毒的磷化氢气体：
LaP + 3 H2O → La(OH)3 + PH3↑

## 多磷化镧
镧和磷除了形成简单磷化物LaP之外，还能形成LaP5、LaP7等富磷化物。